# Real Sociedad Española de Alpinismo Peñalara
La Real Sociedad Española de Alpinismo Peñalara es una sociedad alpinística fundada el 16 de octubre de 1913 en Madrid, España.

## Historia

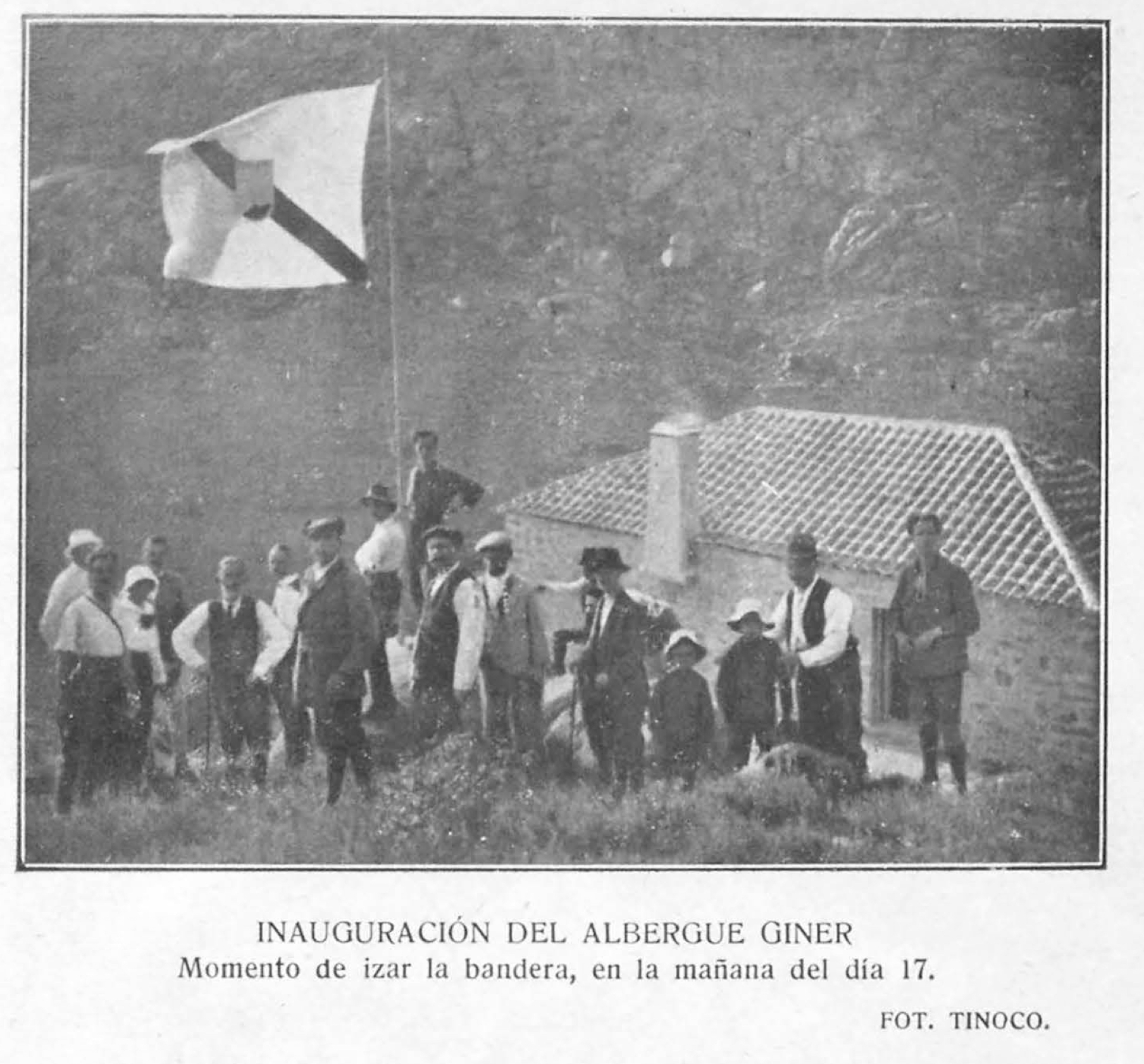
Miembros de Peñalara en la inauguración del Refugio Giner de los Ríos en 1916

La sociedad, denominada inicialmente como Peñalara de los doce amigos, se creó como un grupo cerrado de doce miembros unidos por su interés deportivo, naturalista y científico. Estaba liderada por Constancio Bernaldo de Quirós, discípulo de Francisco Giner de los Ríos y continuador del espíritu de la Institución Libre de Enseñanza. Figuraban también científicos y naturalistas, como Alberto de Segovia, Victoriano Fernández Ascarza y José Fernández Zabala, que destacó a nivel nacional por sus condiciones deportivas. 

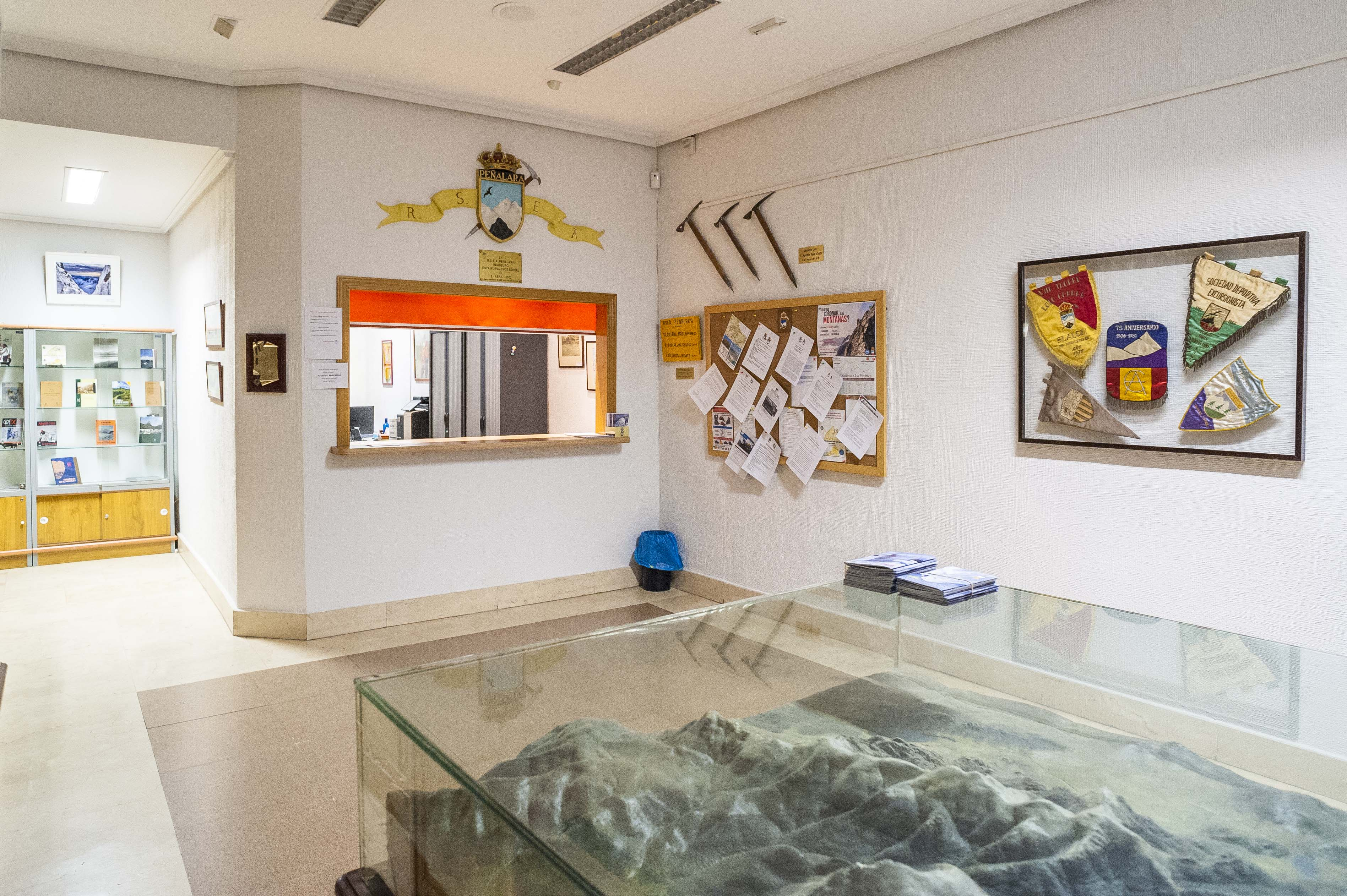
Fotografía de la sede de la sociedad en Madrid

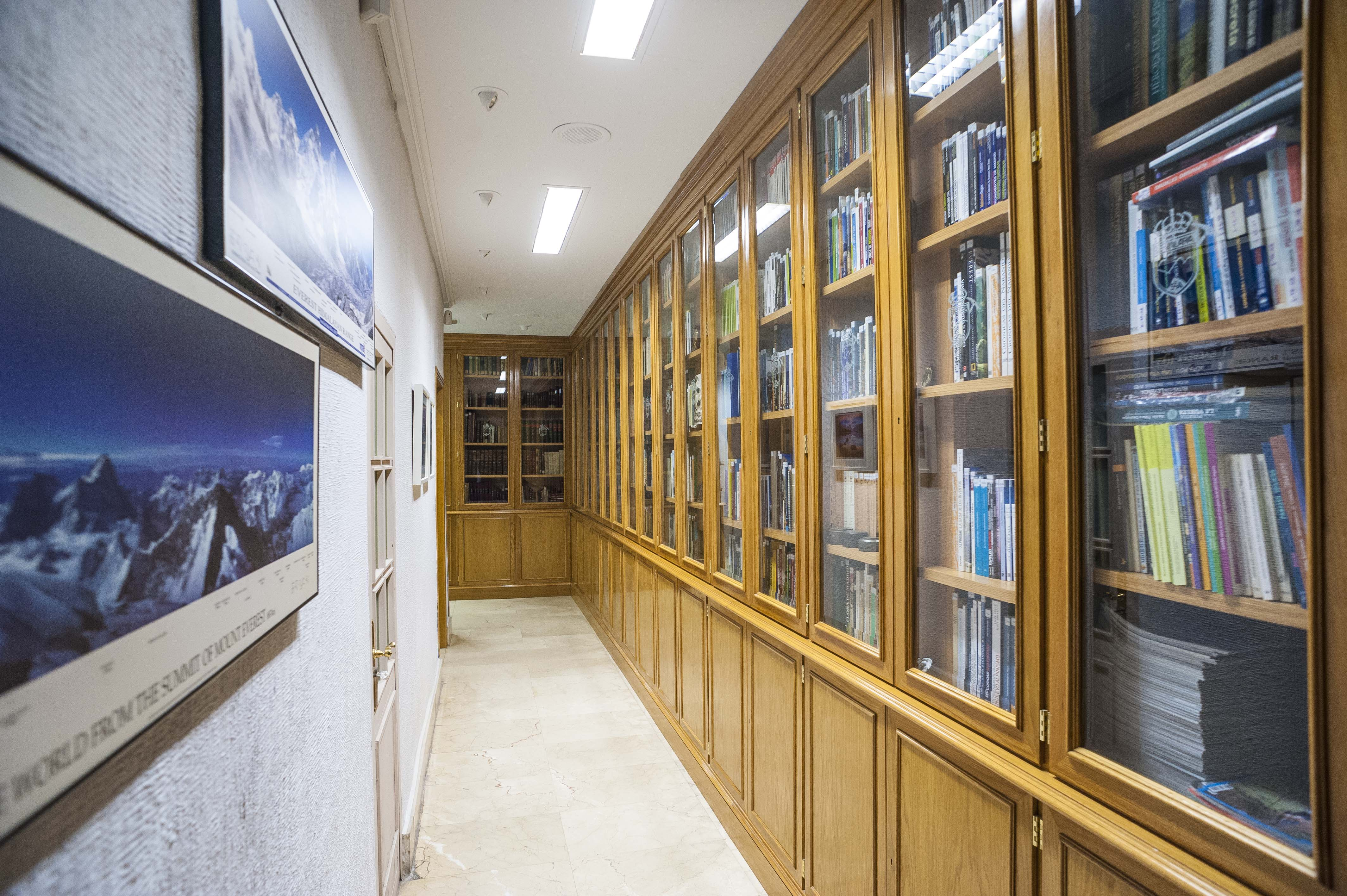
Biblioteca de consulta e investigación de RSEA Peñalara

En noviembre de 1915 la asociación abandonó su limitación de doce miembros, convirtiéndose en una sociedad abierta y participativa, denominándose finalmente Real Sociedad Española de Alpinismo Peñalara cuando Alfonso XIII le concedió el título de Real en 1921.  Desde su fundación, la sociedad se ha organizado en secciones que cubren todas las disciplinas del montañismo y posee una red de refugios por la geografía española, lo que provocó un aumento en su número de socios en sus primeros años de existencia. Además, desde octubre de 1913 publican una revista denominada Revista Ilustrada de Alpinismo Peñalara dedicada exclusivamente al alpinismo y el mundo de la montaña, con la única interrupción que produjo la Guerra Civil.
En 1916, se inició la señalización de caminos de la Sierra de Guadarrama marcando, entre otros, el Camino del Palero, la senda Smith, la senda Victory o la Senda de los Alevines. En ese mismo año inauguró su primer refugio de montaña, llamado Giner de los Ríos, en La Pedriza del Manzanares (Madrid), al que siguieron en 1923 el de Góriz en el Pirineo Aragonés, 1924 Vega Redonda en los Picos de Europa y de Piedrafita. En 1920, el club participó en el Congreso Internacional de Alpinismo de Mónaco. Dos años más tarde, en 1922, Peñalara promovió la constitución de la Federación Española de Alpinismo. Creación del GAM (Grupo de Alta Montaña) en 1930, donde se agrupan, desde entonces, los mejores alpinistas de la RSEA Peñalara.
En 1933 se realizó la primera ascensión al Torreón de los Galayos, por parte de dos socios de Peñalara: Teógenes Díaz y Ricardo Rubio. Tres socios de Peñalara (Pepín Folliot, Teógenes Díaz y Ángel Tresaco) realizan la primera escalada española del Couloir de Gaube (Pirineos), en 1935. Tres socios de Peñalara participan en los V Juegos Olímpicos de Invierno de 1948, en St. Moritz, Suiza. La socia de Peñalara, Marian Navarro participa en 1960 en los VIII Juegos Olímpicos de Invierno en Squaw Valley (Estados Unidos). A partir de 1961, la participación de la Sociedad Peñalara en expediciones internacionales fue importante. Ese año, cinco de sus socios participaron en la primera expedición española a los Andes del Perú. En 1968, diez socios formaron parte de la Expedición Castellana al Cáucaso. Tres años después, en 1971, fueron nueve los socios que participaron en la Expedición Castellana a Alaska. En 1973, la Sociedad Peñalara estuvo presente en la primera expedición española a un "ochomil": el Manaslu (Nepal). Tras este primer intento volverían en 1975 para alcanzar la cumbre Jerónimo López y Gerardo Blázquez, convirtiéndose en la cima más alta conseguida hasta entonces por el alpinismo español.
Jerónimo López, socio de Peñalara, llegó a la cumbre del Everest en 1988. En 1990 Peñalara organizó la primera expedición a un "ochomil", el Nanga Parbat (Paquistán), en la que alcanzaron la cumbre Pedro Nicolás y Carlos Soria, siendo el primer ochomil de ambos. Otro socio de Peñalara, el esquiador de fondo Antonio Cascos, participó en los Juegos Olímpicos de Invierno de Albertville 1992 (Francia).
En 2003 recibió el premio nacional de la Sociedad Geográfica Española por su trayectoria histórica. En 2010, Peñalara organiza el I Gran Trail en la Sierra de Guadarrama. En 2013, con ocasión del centenario de la sociedad, se realizaron diversos eventos, como la exposición de material fotográfico y documental de los socios, la 40.ª marcha nacional de montañeros veteranos, la XXIV Reunión Nacional de Escaladores, el monolito en Peñalara, el IX Ciclo de Conferencias Constancio Bernaldo de Quirós, o la presentación del libro Cien años de Peñalara. El mismo año de su Centenario (2013), la RSEA Peñalara se incorpora, debido a su participación activa en la creación del mismo, a la Junta Rectora del Patronato del recién declarado parque nacional de la Sierra de Guadarrama.
En los años 2014 y 2016  Carlos Soria escalará el Kanchenjunga y el Annapurna respectivamente. Lucía Guichot escala en 2022  la Norte del Eiger siendo la primera española en cordada femenina, y ese mismo año Peñalara colabora en la organización de la exposición Madrid en las Cimas de la Tierra comisionada Pedro Nicolás y Raúl Martín.

## Distinciones
- 1921: El rey Alfonso XIII concede a Peñalara el título de Real.
- 1930: Medalla del Patronato de Turismo.
- 1946: Medalla de Honor, en oro, de la Federación Española de Montañismo.[33]
- 1965: Premio Julián Delgado Úbeda de la Federación Española de Montañismo.[34]
- 1979: Premio del Consejo Superior de Deportes.[35]
- 1988: Premio 7 Estrellas de la Comunidad de Madrid.
- 1996: Placa de la F.E.D.M.E.
- 2003: Premio Nacional de la Sociedad Geográfica Española.[36]
- 2005: Medalla de Plata de la Comunidad de Madrid.
- 2009: Distinción a la Excelencia Europea.
- 2010: Premio Urriellu al GAM.[37]
- 2013: Diploma de la Comandancia de la Guardia Civil de Madrid.
- 2013: Placa del Mérito Deportivo otorgada por el Consejo Superior de Deportes.
- 2013: Trofeo de la Unión de Federaciones Deportivas Madrileñas.
- 2013: Trofeo de la Federación Española de Deportes de Montaña y Escalada.
- 2013: Placa de plata del Mérito Olímpico otorgada por el Comité Olímpico Español.[38]
- 2023: Premio de la FMM a los 100 años de la Copa de Hierro.[39]